# 別列濟夫卡 (克拉斯諾庫特西克區)
49°56′23″N 34°57′3″E / 49.93972°N 34.95083°E
貝雷濟夫卡（烏克蘭語：Березівка）是位於烏克蘭東部的村莊，由哈爾科夫州博霍杜希夫區的克拉斯諾庫特斯克市鎮負責管轄。該村始建於1650年，面積0.5平方公里，海拔高度109米，2001年人口64，人口密度每平方公里127.7人。